# Езевец
Езевец — деревня в Мезенском районе Архангельской области Российской Федерации. Входит в состав Быченского сельского поселения. До 2015 года была самой восточной деревней Мосеевского сельского поселения.

## География
Езевец расположен на востоке Мезенского района, на правом берегу реки Пёза. Ниже по течению Пёзы находится деревня Баковская.

## Население
| 2002 | 2010 | 2012 |
| ---- | ---- | ---- |
| 87   | ↘41  | ↗54  |

## Факты
- Деревню неоднократно посещали диалектологические экспедиции.[4][5]

### Карты
- Лист карты Q-38-81,82 Мосеево. Масштаб: 1 : 100 000. Указать дату выпуска/состояния местности.
- Езевец на карте Wikimapia
- Езевец. Публичная кадастровая карта